# If I Die Young
«If I Die Young» (En español: «Si muero joven») es el título de una canción escrita por Kimberly Perry, y registrado por el grupo estadounidense de música country The Band Perry. Fue publicado en junio de 2010 como el segundo sencillo del álbum  The Band Perry, el cual fue lanzado el 12 de octubre de 2010.

## Video musical
El video musical, que fue dirigido por David McClister, estrenó el CMT el 27 de mayo de 2010. En el video, la banda se muestra la creación Kimberly Perry en una canoa antes de empujarlo hacia el río. Perry es la celebración de un libro que contiene poemas de Tennyson, incluyendo The Lady of Shalott, que es el libro abierto a al final del video musical. El vídeo se hace eco de una escena en Anne of Green Gables en la que Anne intenta aparecer como la Dama del poema. La madre de Kimberly y su interés amoroso (interpretado por Kyle Kopecky) se muestran arrancando pétalos de flores y visiblemente deprimidos que los ha dejado. Finalmente, su canoa comienza a hacer agua, ella se sienta. Una vez que esto ocurre a sus hermanos vienen a por ella. Cuando vuelva a su casa, su madre y su interés amoroso abrazo. El video fue filmado en locaciones en Two Rivers Mansion afueras de Nashville, Tennessee. A lo largo del video, también se muestra a la banda tocando con sus instrumentos en el interior de la casa.

## Cultura popular
En 2013, Naya Rivera interpretó la canción como su personaje Santana Lopez en el tercer episodio "The Quarterback" de la quinta temporada de la serie de televisión Glee, En honor a Cory Monteith, quien interpretó personaje Finn Hudson en la serie. La canción alcanzó el número ochenta y ocho en la lista UK Singles Chart.

## Posicionamiento en listas
| Listas (2010–2012)                       | Mejor posición |
| ---------------------------------------- | -------------- |
| Canadá (Canadian Hot 100)                | 48             |
| Irlanda (IRMA)                           | 37             |
| South Korea International Singles (Gaon) | 16             |
| UK Singles (Official Charts Company)     | 82             |
| Estados Unidos (Billboard Hot 100)       | 14             |
| Estados Unidos (Adult Contemporary)      | 1              |
| Estados Unidos (Adult Top 40)            | 4              |
| Estados Unidos (Hot Country Songs)       | 1              |
| Estados Unidos (Mainstream Top 40)       | 12             |

| Listas (2010)                            | Posición |
| ---------------------------------------- | -------- |
| Estados Unidos Billboard Hot 100         | 92       |
| Estados Unidos Country Songs (Billboard) | 37       |

| Listas (2011)                                 | Posición |
| --------------------------------------------- | -------- |
| Estados Unidos Billboard Hot 100              | 35       |
| Estados Unidos Country Songs (Billboard)      | 82       |
| Estados Unidos Pop Songs (Billboard)          | 49       |
| Estados Unidos Adult Contemporary (Billboard) | 13       |
| Estados Unidos Adult Pop Songs (Billboard)    | 22       |

## Historial de lanzamientos
| Fecha                 | País           | Formato           |
| --------------------- | -------------- | ----------------- |
| 7 de junio de 2010    | Estados Unidos | Country radio     |
| 24 de mayo de 2011    | Estados Unidos | Mainstream Top 40 |
| 24 de febrero de 2012 | Reino Unido    | Descarga digital  |